# Campionato europeo femminile FIRA 1995
Il campionato europeo femminile 1995 fu la 1ª edizione del torneo europeo di rugby a 15 femminile organizzato da FIRA - AER.
Esso faceva seguito all'edizione del 1988 tenutasi in Francia ma mai ufficializzata.
Il torneo si tenne in Italia, a Treviso, dal 12 al 16 aprile 1995, con la collaborazione della Federazione Italiana Rugby, e si svolse con la formula delle final four: le quattro squadre in gara furono accoppiate in un turno di semifinale in gara unica, le vincenti si disputarono il titolo di campione d'Europa e le perdenti il terzo posto.
In semifinale la Spagna batté l'Italia 5-0 mentre la Francia ebbe la meglio sui Paesi Bassi.
Nella finale per il terzo posto le italiane sconfissero 23-19 i Paesi Bassi mentre in quella del primo posto le iberiche si imposero per 22-6 sulla Francia, andata in vantaggio 6-0 con due piazzati di Annick Hayraud nei primi cinque minuti ma poi incapace per tutto il resto della partita di marcare punti.

## Squadre partecipanti
- Francia
- Italia
- Paesi Bassi
- Spagna

## Risultati
|  | Semifinali  | Semifinali  | Semifinali |        |         | Finale          | Finale          | Finale          |  |
|  |             |             |            |        |         |                 |                 |                 |  |
|  | Francia     | Francia     | 17         |        |         |                 |                 |                 |  |
|  | Francia     | Francia     | 17         |        |         |                 |                 |                 |  |
|  | Paesi Bassi | Paesi Bassi | 0          |        |         |                 |                 |                 |  |
|  | Paesi Bassi | Paesi Bassi | 0          |        | Francia | Francia         | 6               |                 |  |
|  |             |             |            |        | Francia | Francia         | 6               |                 |  |
|  |             |             | Spagna     | Spagna | 22      |                 |                 |                 |  |
|  | Spagna      | Spagna      | Spagna     | Spagna | 22      | 5               |                 |                 |  |
|  | Spagna      | Spagna      |            |        |         | 5               |                 |                 |  |
|  | Italia      | Italia      | 0          |        |         | Finale 3º posto | Finale 3º posto | Finale 3º posto |  |
|  | Italia      | Italia      | 0          |        |         |                 |                 |                 |  |
|  |             |             |            |        |         |                 |                 |                 |  |
|  |             |             |            |        |         | Paesi Bassi     | Paesi Bassi     | 19              |  |
|  |             |             |            |        |         | Paesi Bassi     | Paesi Bassi     | 19              |  |
|  |             |             |            |        |         | Italia          | Italia          | 23              |  |

### Semifinali
| Treviso 12 aprile 1995 | Francia | 17 – 0 | Paesi Bassi |  |

| Treviso 12 aprile 1995 | Spagna | 5 – 0 referto | Italia |  |
| M.I. Pérez mt          |        |               |        |  |
|                        |        |               |        |  |
| M.I. Pérez             | mt     |               |        |  |

### Finale per il 3º posto
| Treviso 16 aprile 1995 | Italia | 23 – 19 | Paesi Bassi |  |

### Finale
| Treviso 16 aprile 1995                                                             | Spagna | 22 – 6 referto | Francia | Stadio di Monigo |
| A. Fernández Bastidor Alegría mt A. Fernández (2) tr A. Fernández c.p. Hayraud (2) |        |                |         |                  |
|                                                                                    |        |                |         |                  |
| A. Fernández Bastidor Alegría                                                      | mt     |                |         |                  |
| A. Fernández (2)                                                                   | tr     |                |         |                  |
| A. Fernández                                                                       | c.p.   | Hayraud (2)    |         |                  |